# لینکلن کورس‌ایر
لینکلن کورس ایر یک خودروی شاسی بلند سایز متوسط است که از سال ۲۰۱۹ تا کنون تولید می‌شود. این خودرو در بازارهای چین و آمریکای شمال به‌فروش می‌رسد.

## بررسی

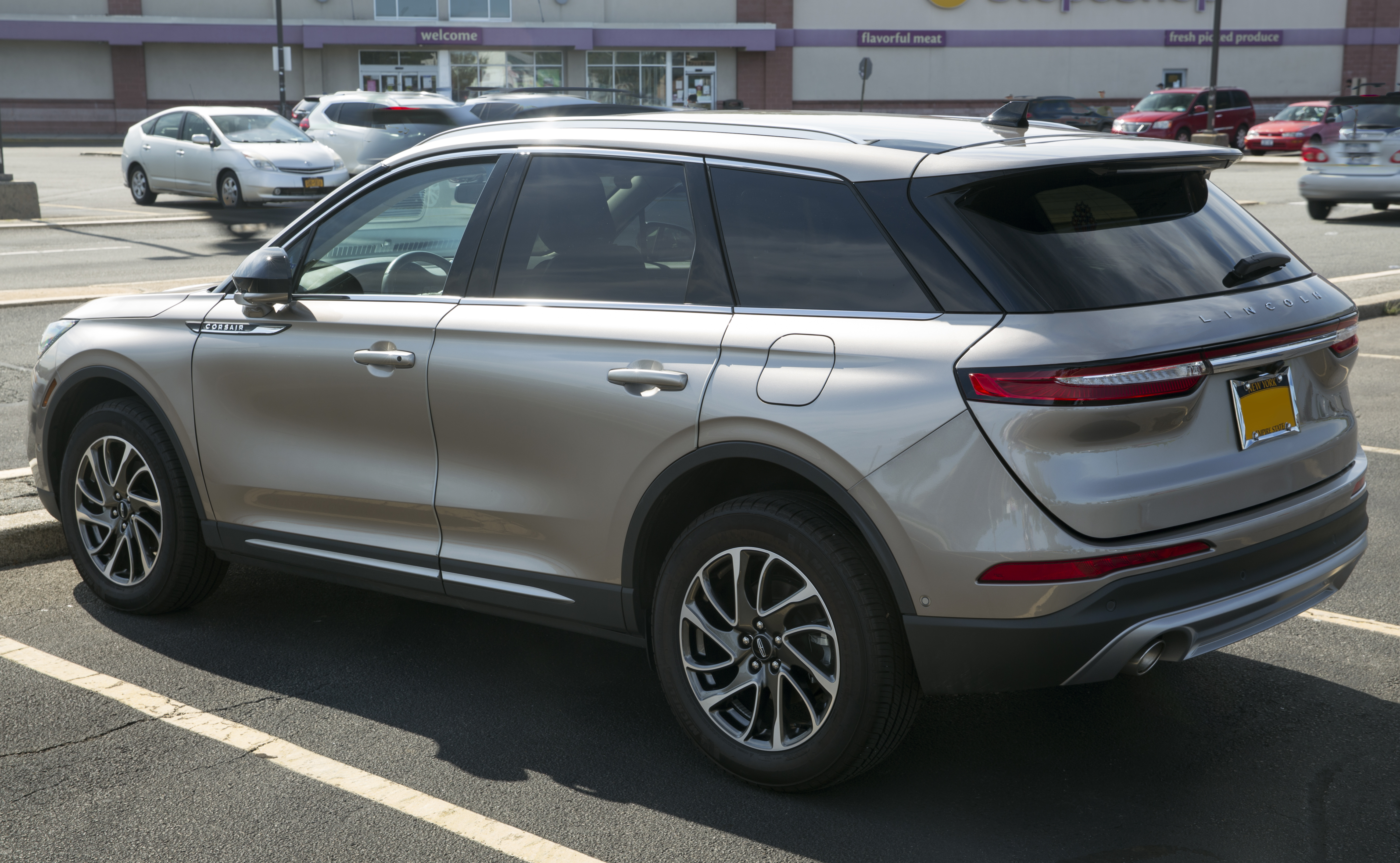
عکس از نمای روبه روی ماشین

کورس ایر اولین بار در ۲۷ آوریل ۲۰۱۹ در نمایشگاه اتومبیل نیویورک رونمایی شد. این خودرو در نسخه‌های برقی دوگانه و الکتریکی موجود است.
این خودرو در پاییز ۲۰۱۹ به بازار راه یافت و در نسخه‌های هیبرید بنزین و پلاگین به فروش گذاشته شد. نسخه‌های تحویل چین از ماه مه سال ۲۰۲۰ آغاز شده‌است.

## بازارها
| مدل سال | آمریکا | چین   |
| ------- | ------ | ----- |
| ۲۰۱۹    | ۲۵۸۱۵* | —     |
| ۲۰۲۰    | ۲۶۲۲۷* | ۳۰۳۶۷ |